# Mazda EV3
 (mai 2019).
Si vous disposez d'ouvrages ou d'articles de référence ou si vous connaissez des sites web de qualité traitant du thème abordé ici, merci de compléter l'article en donnant les références utiles à sa vérifiabilité et en les liant à la section « Notes et références ».
Le Mazda EV3 est un concept-car du constructeur automobile japonais Mazda, présenté au salon de Tokyo en 1973.
Il se présente sous la forme d'un petit utilitaire électrique à deux places et un plateau de chargement arrière.
Il utilise un moteur électrique et une batterie de 8 cellules de 11 kW pour un poids total de 780 kg, qui lui permettent de se déplacer jusqu'à une vitesse de 70 km/h pour un rayon d'action de 130  à   150 km.